# Società Sportiva Sambenedettese 1970-1971
Questa voce raccoglie le informazioni riguardanti la Società Sportiva Sambenedettese nelle competizioni ufficiali della stagione 1970-1971.

## Rosa
| N. |                   | Ruolo | Calciatore           |
| -- | ----------------- | ----- | -------------------- |
|    | Italia (bandiera) | C     | Fabio Antonioli      |
|    | Italia (bandiera) | D     | Paolo Beni           |
|    | Italia (bandiera) | C     | Nicola Bovari        |
|    | Italia (bandiera) | A     | Alfiero Caposciutti  |
|    | Italia (bandiera) | A     | Giovanni Carnevali   |
|    | Italia (bandiera) | A     | Angelo Castronaro    |
|    | Italia (bandiera) | D     | Franco Catto         |
|    | Italia (bandiera) | A     | Roberto Della Pietra |
|    | Italia (bandiera) | D     | Romano Frigeri       |

| N. |                   | Ruolo | Calciatore        |
| -- | ----------------- | ----- | ----------------- |
|    | Italia (bandiera) | P     | Massimo Grassi    |
|    | Italia (bandiera) | D     | Mauro Isetto      |
|    | Italia (bandiera) | C     | Maurizio Marchini |
|    | Italia (bandiera) | A     | Enzo Montanari    |
|    | Italia (bandiera) | C     | Lucio Mongardi    |
|    | Italia (bandiera) | D     | Vincenzo Pilone   |
|    | Italia (bandiera) | A     | Pietro Rasi       |
|    | Italia (bandiera) | C     | Nicola Ripa       |
|    | Italia (bandiera) | C     | Giuseppe Valà     |